# Perfect Dark Zero
Perfect Dark Zero es un videojuego de acción en primera persona desarrollado por Rare y distribuido por Microsoft, exclusivo de la consola de juego Xbox 360. Puesto a la venta como título de lanzamiento en Norteamérica, Europa, Australia y Japón.
Con respecto al argumento, Perfect Dark Zero es una precuela del juego de Nintendo 64 Perfect Dark, lanzado en 2000. Zero toma lugar en el año 2020, presentando los acontecimientos sucedidos tres años antes del primer Perfect Dark. Así mismo la historia de Joanna Dark continua en las novelas de ficción tituladas Initial Vector y Second Front.

## Historia
La acción nos transportará al año 2020, tres años antes de Perfect Dark, para Nintendo 64.
Una guerra secreta ha comenzado entre las corruptas multinacionales por el dominio mundial. Joanna Dark y su padre Jack están metidos en un pleito por el futuro del planeta. Una misión rutinaria encadena una conspiración global que cambiará el destino de Joanna para siempre.
Deberás guiar a Joanna Dark en esta aventura para convertirse en la agente perfecta en el mundo del espionaje. 

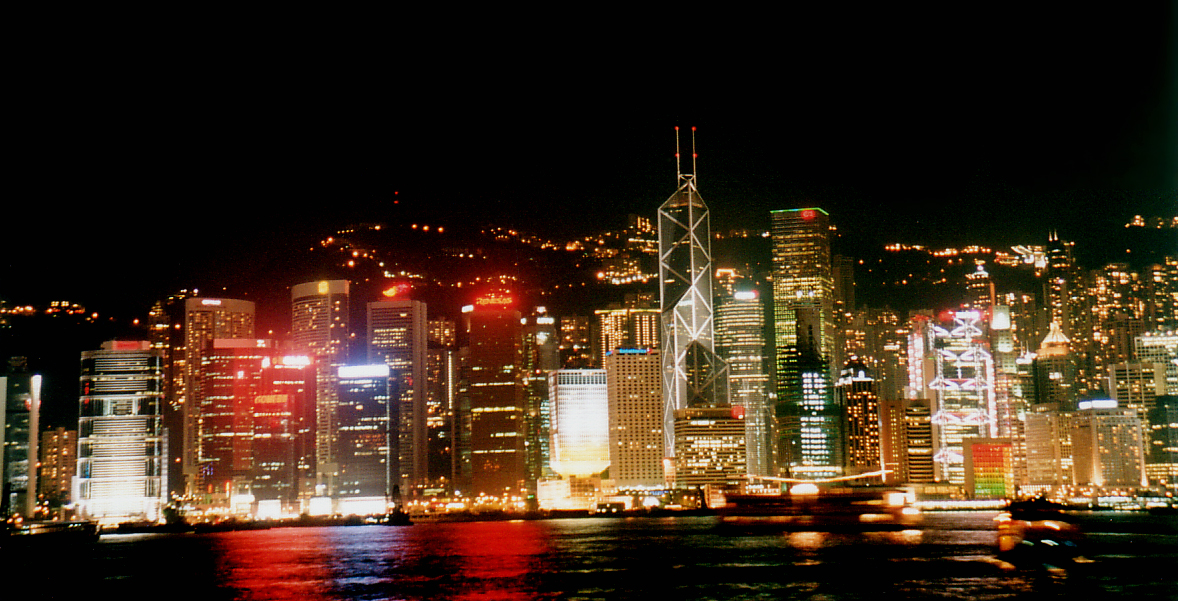
La trama comienza en la noche de Hong Kong

- Hong Kong: La agencia de cazarrecompensas formada por Joanna, su padre y la hacker Chandra Sekhar recibe el encargo de liberar a Nathan Zeigler de las garras de Killian, un mafioso que le tiene preso en una discoteca. Joanna le libera y Killian les persigue por las azoteas de la ciudad.

Joanna llega al puerto y consigue derribar la nave de Killian, pero Jack es capturado por la empresa dataDyne. 
- Mansión: con la ayuda de Chandra, Joanna se infiltra en la mansión que Zhang Li, el dueño de Datadyne, tiene en las montañas. Joanna encuentra a su padre preso y ambos huyen en un hovercraft, pero Mei, la hija de Li, dispara a Jack, quien muere.
- Trinity: Joanna y Chandra siguen las pistas hasta una base en el océano Pacífico. Joanna es atacada por dos mercenarios que visten como personajes de un spaghetti western, pero los elimina cubriéndose y disparando. En la base trabaja el Dr. Caroll, que le dice que Zhang Li está excavando en Centroamérica. Desgraciadamente Sekhar le mata, revelando que es una traidora. Cuando todo parece perdido un equipo del Carrington Institute (la empresa rival de Datadyne) llega a la base y Joanna acepta unirse a ellos.
- Centroamérica: la nave de Joanna se ve forzada a aterrizar en medio de la selva. Por suerte el piloto la presta unas gafas infrarrojas con las que puede ver a los enemigos entre la espesura. Al llegar a la excavación en unas ruinas mayas Joanna ve que Datadyne está intentando descifrar un código extraterrestre para hacer funcionar un artefacto que convierte al que lo use en un semidiós. Joanna coloca un rastreador en el artefacto y lo sigue hasta él.
- Magreb: el equipo de Carrington que salvó a Joanna en la base Trinity ha sido capturado por Mei Hem. Joanna los libera y de paso venga la muerte de su padre matando a su asesina. Carrington planea un ataque masivo a las fuerzas de Datadyne, Joanna va en primera fila, consigue llegar a las ruinas de un anfiteatro donde con la ayuda del sable que robó en su mansión consigue matar a Zhang Li en la batalla final.

## Jugabilidad
Perfect Dark Zero es principalmente un shooter en primera persona, pero en ocasiones (coberturas) se cambia a tercera persona, lo que permite disparar sin sufrir daños. el jugador no puede saltar, pero no es necesario ya que escala los obstáculos y las escaleras automáticamente. La barra de salud se regenera pero no completamente si el jugador ha sufrido mucho daño.
Los jugadores no pueden acarrear todo un arsenal, ya que tienen espacio limitado y su agilidad se ve limitada por su peso (caso del lanzacohetes). Todas las armas tienen una función secundaria. Por ejemplo, visión por infrarrojos, radar, holograma o invisibilidad. 
El juego permite, a través del sistema de Xbox Live hasta un máximo de 32 jugadores simultáneamente (Cabe destacar que hasta la fecha es el único juego que acepta dicha capacidad de jugadores).
El juego incluye los modos de juego: Estado de Combate y Misiones.

### Misiones
El modo Misiones o Modo Historia, cuenta con un total de 13 misiones, las cuales se pueden jugar, ya sea en Modo Solitario o Modo Cooperativo (2 jugadores máximo en Xbox Live, locamente o interconexión), que se pueden jugar en 4 diferentes niveles de dificultad que a continuación se muestran:
- Agente: Este el nivel más fácil de dificultad. Recomendado para nuevos jugadores en el género.
- Agente Secreto: Nivel para jugadores un poco más experimentados.
- Agente Perfecto: Nivel de dificultad más alto disponible en un principio. Recomendado para jugadores que cuenten con gran experiencia en el género.
- Agente Clandestino: Nivel de dificultad más alto disponible. Únicamente se puede jugar esta dificultad al haber completado todas las misiones en el nivel Agente Perfecto, ya sea en Solitario o Cooperativo.

Cada misión tiene varios objetivos. Para avanzar se deben lograr todos los objetivos primarios y en favor del realismo, no se puede grabar el progreso en medio de la misión, si Joanna muere debes comenzar de nuevo, cuando es de 2 jugadores, si uno muere y uno vive, el jugador debe reanimar a su compañero pero si ambos mueren igualmente debes comenzar de nuevo. En algunas misiones es importante el sigilo y la infiltración.

### Estadio de combate
Es el clásico modo de juego multiplicador, ya sea vía Xbox Live, jugando localmente (en pantalla dividida) o en interconexión (red de área local). Con opción de hasta un máximo de 32 jugadores simultáneamente, con opción de incluir bots (jugadores virtuales).
Los juegos multijugador se engloban en dos categorías: Duelo a Muerte y Operaciones Secretas.

#### Duelo a Muerte
Se incluyen los diferentes tipos, la mayoría de éstos modos de juegos se encuentran en muchos juegos que incluyen multijugador de juego:
- Cuenta de bajas: Partida todos contra todos. Gana el jugador con más bajas.
- Cuenta de bajas por equipos: Partida por equipos. El equipo ganador es el que haya causado más bajas.
- Capturar la bandera: Partida por equipos. Cada equipo intenta robar la bandera de la base enemiga y regresar con ella a su base para capturarla. El equipo con más capturas será el ganador.
- Conquistas territoriales: Partidas por equipos. Los equipos intentan conquistar varias colinas y defenderlas hasta que generen puntos. El equipo que tome y defienda más territorios es el ganador.

#### Operaciones Clandestinas
A diferencia de Duelo a Muerte, es un modo multiplicador por asaltos. Es un juego más lento y táctico. Cada asalto, los jugadores tienen que comprar armas con el dinero que hayan obtenido matando enemigos y/o cumpliendo objetivos del tipo de juego seleccionado.
- Erradicación: Este es el modo de juego más jugado y adictivo. Consiste en partidas de equipos, ganando el último equipo con supervivientes.
- Ofensiva: Partida por equipos. Los miembros de un equipo defienden una base, obtienen una sola vida cada uno y pueden comprar armas de manera normal. El otro equipo por el contrario, sólo tienen un arma básica pero cuentan con vidas ilimitadas. Estos equipos se turnaran por asaltos la base, y ganará el que más tiempo haya durado.
- Infección: Partida todos contra todos. Hay dos facciones de jugadores: los infectado y los sanos. La mayoría de los jugadores serán sanos. Cuando un jugador sano muera, pasara a estar infectado, y deberá atacar a los sanos. Si los sanos sobreviven, éstos ganaran puntos, y si los infectados les eliminan serán ellos los que ganen puntos. Ganará el jugador que más puntos tenga.
- Sabotaje: Partida por equipos. Gana el equipo que destruya más objetivos que se encuentrarán distribuidos por el mapa.

## Desarrollo
Comenzó para la Nintendo GameCube con un pequeño equipo de Rare, pero entonces Rare fue comprada por Microsoft en 2002 y el proyecto se pasó a la Xbox y luego a la Xbox 360.
La potencia de la Xbox 360 favoreció el multijugador via Xbox Live.
Inicialmente el juego iba a tener un estilo anime japonés, pero se convino en una mezcla de estilos para el juego y para la misma Joanna.
La habilidad de cubrirse fue diseñada para favorecer el aspecto sigiloso de Joanna. Como en juegos anteriores de Rare (GoldenEye 007) no se incluyó la posibilidad de saltar ya que en el multijugador ver a los otros jugadores dando saltos daba un poco de risa. 
El juego debía lanzarse con la Xbox 360, así que se trabajó bajo presión. El número de jugadores en multiplayer tuvo que reducirse de 50 a 32, aun así 32 eran el doble de lo que soportaban la mayoría de juegos.